# Sjukhustandläkare
Sjukhustandläkare är tandläkare som arbetar som en del av sjukvården och inte som en del av tandvården.
Från den 1 juni 2018 har det inrättats en nionde tandläkarspecialitet, Orofacial medicin: "Ämnesområdet Orofacial Medicin definieras som prevention, diagnostik och behandling av komplexa orala tillstånd relaterade till systemsjukdomar och/eller funktionshinder".
Patienterna är oftast personer som på grund av sjukdomar får skador på tänderna och i munhålan, till exempel vid anorexia nervosa och Sjögrens syndrom, men även personer som har smittskyddsklassade sjukdomar som HIV, samt patienter som måste, som det kallas, saneras inför vidare behandling (exempelvis cancerpatienter och patienter som ska genomgå transplantationer).